# To Be (canção de Ayumi Hamasaki)
To Be  (estilizado como TO BE) é uma canção da artista musical japonesa Ayumi Hamasaki, servindo como o terceiro single do segundo álbum de estúdio de Hamasaki, Loveppears (1999). A faixa foi lançada através da editora discográfica Avex Trax no Japão e em Taiwan em 12 de maio de 1999, e através da Avex Entertainment Inc. em todo o mundo, em setembro de 2008. Foi o último single de Hamasaki a ser distribuído no formato Mini CD, formato que a artista vinha utilizando desde o início de sua carreira, em abril de 1998. A letra de "To Be" foi escrita por Hamasaki, enquanto a produção foi feita por Max Matsuura. Musicalmente, é uma faixa de J-Pop escrita na perspectiva de uma terceira pessoa, muito parecida com o conteúdo do álbum Loveppears.
Desde seu lançamento, "To Be" recebeu críticas positivas de profissionais. Alguns destacaram o single como um dos melhores trabalhos de Hamasaki, e elogiaram sua composição e os vocais. Comercialmente, o single foi um sucesso no Japão, alcançando a quarta posição na Oricon Singles Chart. Foi certificado como Ouro pela Recording Industry Association of Japan (RIAJ) pela venda de 200,000 unidades. O single foi relançado como CD single em 2001, reaparecendo em ambos os gráficos.

## Alinhamento de faixas
- Mini CD[1]

1. "To Be" – 5:16
2. "To Be" (Dub's Cool Wind Remix) – 5:56
3. "To Be" (Instrumental) – 5:16

- CD single[2]

1. "To Be" – 5:16
2. "To Be" (Dub's Cool Wind Remix) – 5:56
3. "Appears" (HW Tokyo Hard House Mix) – 5:37
4. "Fly High" (Sharp Boys U.K Vocal Mix) – 4:07
5. "Fly High" (Supreme Mix) – 6:22
6. "Fly High" (Sample Madness Remix) – 5:03
7. "To Be" (Instrumental) – 5:16

- Download digital #1[3]

1. "To Be" – 5:16
2. "To Be" (Dub's Cool Wind Remix) – 5:56
3. "To Be" (Instrumental) – 5:16

- Download digital #2[4]

1. "To Be" – 5:16
2. "To Be" (Dub's Cool Wind Remix) – 5:56
3. "Appears" (HW Tokyo Hard House Mix) – 5:37
4. "Fly High" (Sharp Boys U.K Vocal Mix) – 4:07
5. "Fly High" (Supreme Mix) – 6:22
6. "Fly High" (Sample Madness Remix) – 5:03
7. "To Be" (Instrumental) – 5:16

- Download digital (Estados Unidos e Canadá)[5]

1. "To Be" – 5:16

## Créditos
Créditos adaptados das notas do encarte do álbum Loveppears.
Gravação
- Gravado no Prime Sound Studio, Studio Sound Dali, Onkio Haus, Tóquio, Japão, em 1999.

Créditos
- Ayumi Hamasaki – vocais, vocais de fundo, composição
- Max Matsuura – produção, produção adicional
- Dai Nagao – composição, arranjo
- Naoto Suzuki – teclados, sintetizadores, produção adicional
- Eddy Schreyer – masterização
- Masayoshi Furukawa – violão
- Takahiro Iida – programação
- Wataru Takeishi – diretor do videoclipe
- Dave Way – mixagem

## Desempenho nas tabelas musicais
| Tabela musical (1999)                  | Posição de pico |
| -------------------------------------- | --------------- |
| Japan Weekly Chart (Oricon)            | 4               |
| Japan Weekly Count Down TV Chart (TBS) | 6               |

| Tabela musical (2001)                  | Posição de pico |
| -------------------------------------- | --------------- |
| Japan Weekly Chart (Oricon)            | 26              |
| Japan Weekly Count Down TV Chart (TBS) | 27              |

| Tabela musical (1999)     | Posição de pico |
| ------------------------- | --------------- |
| Japan (Oricon)            | 67              |
| Japan Count Down TV (TBS) | 62              |